# Hotel The Peninsula Paris

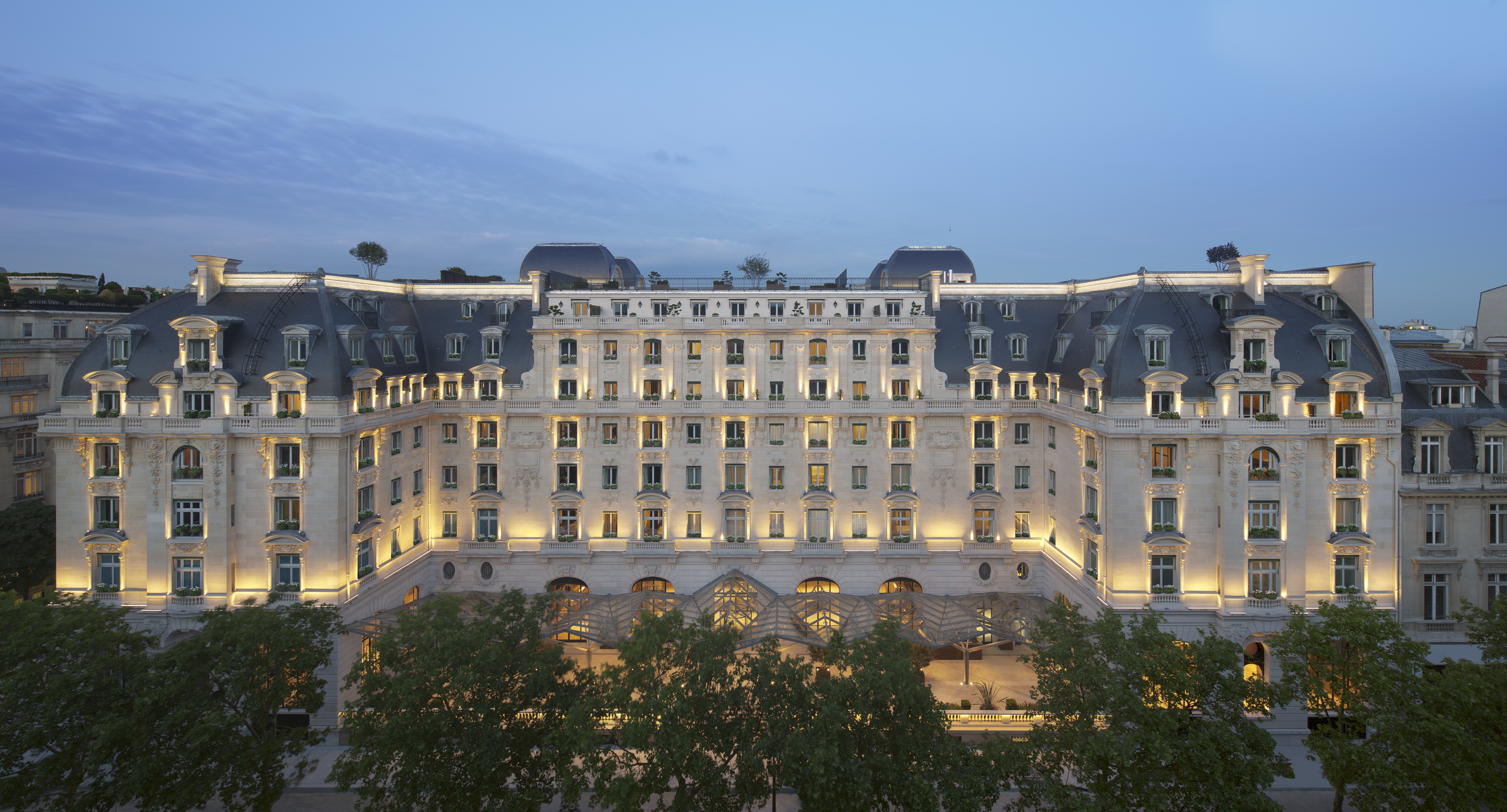
Das Hotel The Peninsula

Das Hotel The Peninsula Paris ist ein Pariser Fünfsternehotel im 16. Arrondissement. Das frühere Hotel Majestic wurde im August 2014 neu eröffnet. 

## Geschichte

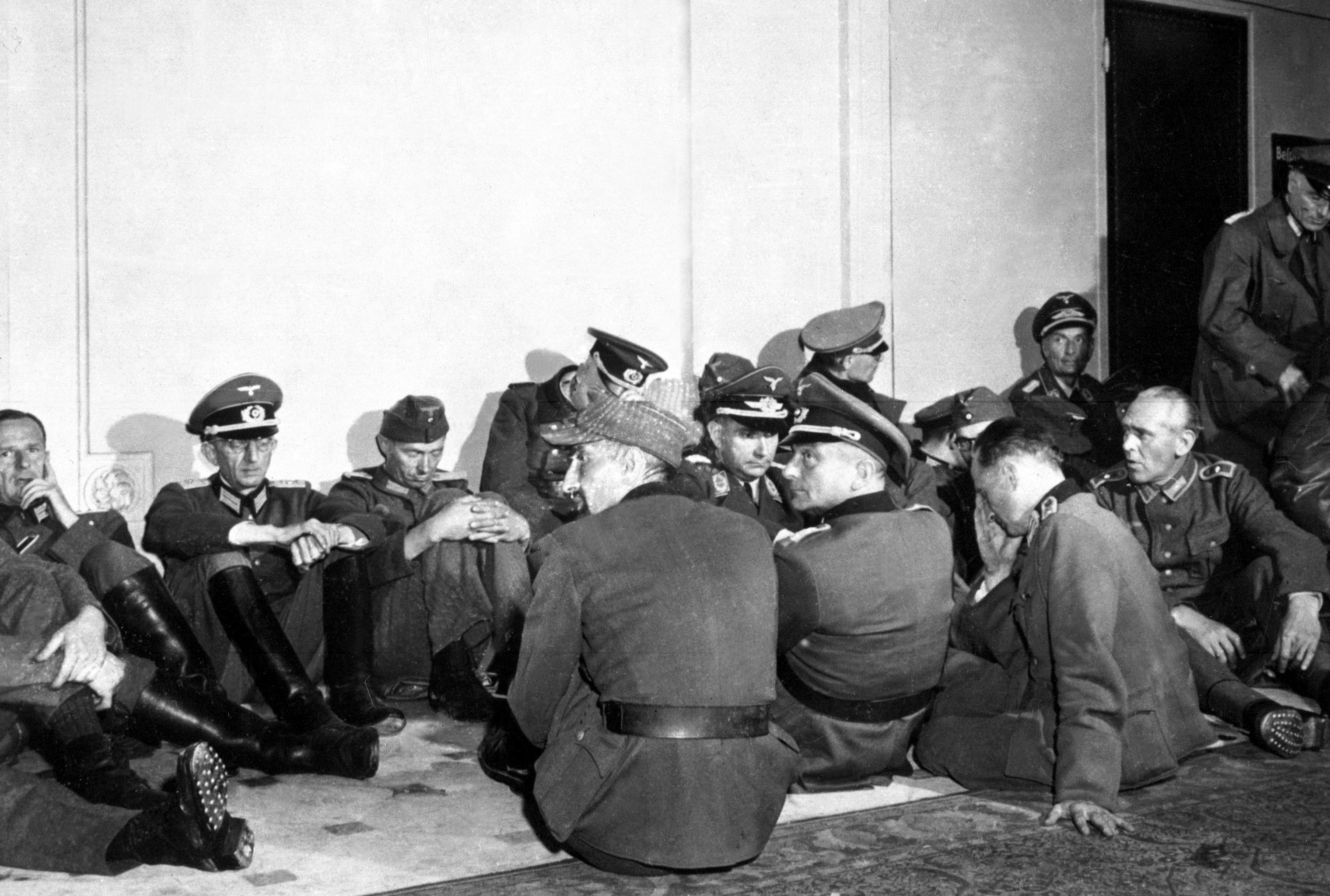
Gefangene deutsche Offiziere nach der Befreiung von Paris im August 1944 im Hotel

1864 erbaute der russische Sammler Alexander Basilewski ein Gebäude an der heutigen Avenue Kléber. 1868 flüchtete die gestürzte spanische Königin Isabella II. nach Paris und nutzte das Gebäude. 1906 wurde das Gebäude abgerissen und 1908 als Hotel Majestic wiedereröffnet. 1928 komponierte hier George Gershwin sein Stück Ein Amerikaner in Paris. 1940 kamen nach dem Westfeldzug die deutschen Besatzer und richteten das Hauptquartier des Militärbefehlshabers Frankreich hier ein. 1946 wurde das Gebäude als Hauptquartier der neu gegründeten UNESCO genutzt, bis diese 1958 einen Neubau errichtete. Das Gebäude wurde danach durch den Architekten Jacques Carlu zum Konferenzzentrum des Außenministeriums umgebaut. 1973 unterzeichnete hier Henry Kissinger den Pariser Friedensvertrag, der den Vietnamkrieg beendete.

## Gegenwart
2008 kam das Haus in private Hände und wurde wieder zum Luxushotel umgebaut. Die Arbeiten dauerten viereinhalb Jahre und kosteten rund 450 Millionen Euro; es wurden u. a. für Garage und Spa drei Untergeschosse geschaffen. Das Hotel hat ein Dachterrassenrestaurant mit 360-Grad-Blick über Paris, das Oiseau Blanc. Das Haus hat 200 Zimmer und beschäftigt 530 Mitarbeiter. Betreiber ist die kleine asiatische Kette Peninsula Hotels. Das Haus liegt nahe der Avenue des Champs-Élysées und dem Triumphbogen.